# 南哈克尼及肖迪奇 (英國國會選區)

選區在大倫敦的位置

南哈克尼和肖爾迪奇（英語：Hackney South and Shoreditch），英國國會一自治市選區，包括大倫敦東北部哈克尼區南部的九個地方選區。
自1974年始設以來一直支持工黨。在2010年大選中，當區議員、具工黨和合作黨黨籍的梅格·希里爾以55.7%選票當選連任。